# 埃丝特·莱德茨卡

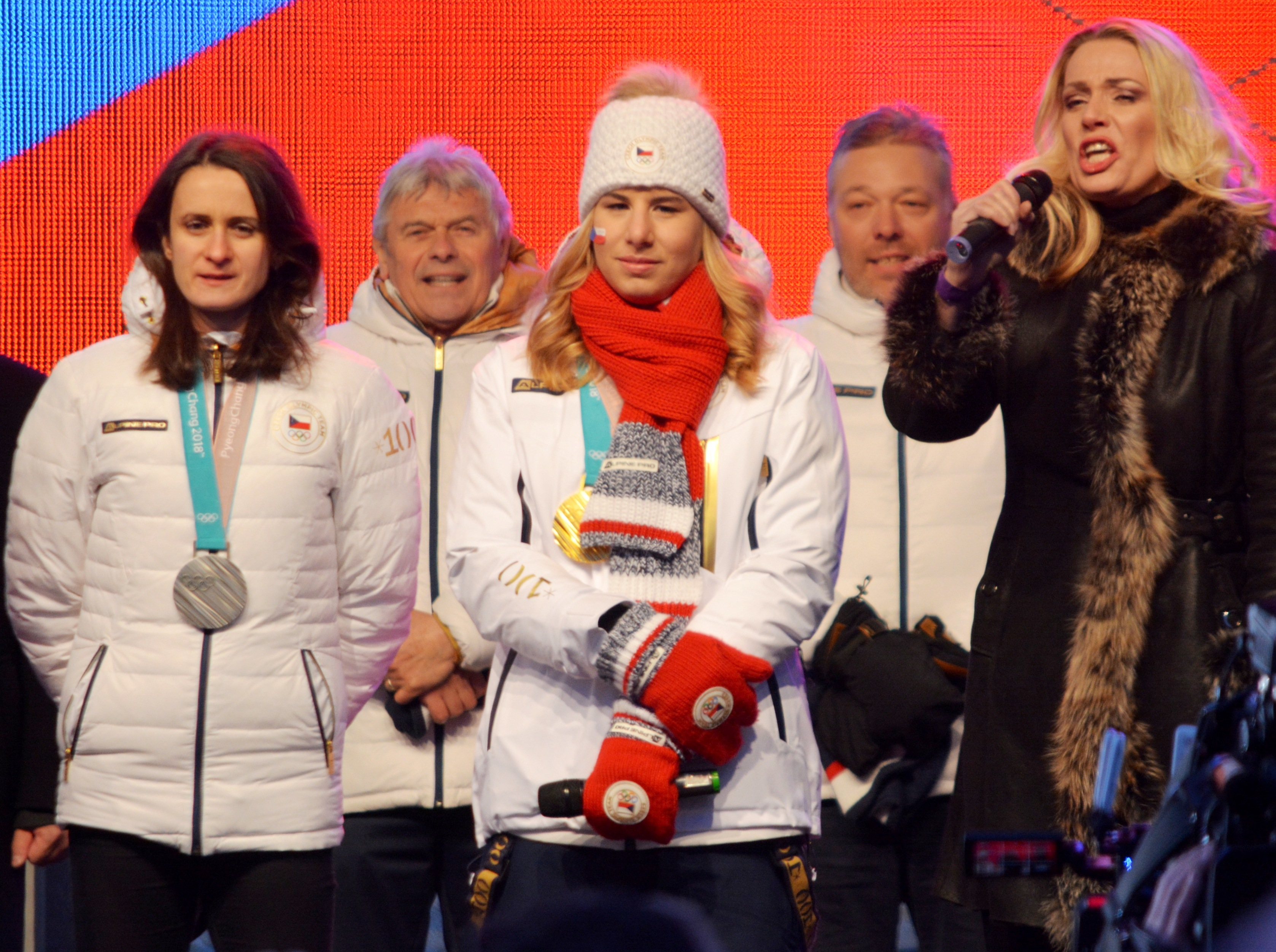
莱德茨卡（中）在2018年平昌冬奥会结束后参加了在布拉格老城广场举行的庆祝活动。

埃丝特·莱德茨卡（捷克語：Ester Ledecká，捷克語發音：[ˈɛstɛr ˈlɛdɛtskaː]，1995年3月23日—）生于布拉格，是一名捷克女子单板滑雪和高山滑雪运动员。在2018年平昌冬奥会期间，她先后获得高山滑雪女子超大曲道项目和单板滑雪女子平行大曲道两个项目的金牌，既成为史上第一位在单板和双板滑雪项目上都夺得金牌的运动员，又成为史上第一位在同一届冬奥会上夺得两个不同项目金牌的女子运动员。除此之外她也是第一位在单板滑雪世界杯平行曲道项目当中夺冠的捷克运动员。

## 个人生活
埃丝特·莱德茨卡出生于布拉格，她的母亲祖扎娜（Zuzana）是一名前花样滑冰选手，父亲亚内克·莱德茨基（Janek Ledecký）是捷克的一位知名音乐家，哥哥约纳什·莱德茨基（Jonáš Ledecký）是一名艺术家，外祖父扬·克拉帕奇曾获得七枚冰球世锦赛奖牌以及两枚奥运奖牌。
冰球是莱德茨卡所接触的第一项体育运动，之后她开始练习滑雪，5岁时，她改练单板滑雪，并在这个项目上坚持下来。她的爱好包括弹吉他、唱歌、沙滩排球和帆船等。

## 运动生涯

### 2014年索契冬奥周期
莱德茨卡在2012–13赛季单板滑雪世界杯上完成了自己的世界杯首秀，当时她在平行大曲道项目上获得第13名。2013年3月，她在世界青年单板滑雪锦标赛上斩获平行曲道和平行大曲道两个项目的冠军。同年年底，她获得了年度最佳捷克青少年运动员奖。
在2013–14赛季单板滑雪世界杯期间，她在奥地利巴特加斯泰因站的两次平行曲道比赛中分别获得第二名和第三名。之后，她在斯洛文尼亚罗格拉站的比赛中首次夺冠，既成为首位在单板滑雪世界杯平行曲道项目中夺冠的捷克运动员，又成为历史上第三位在单板滑雪世界杯上夺冠的捷克运动员。
在2014年索契冬奥会前，她被《每日电讯报》编辑安德鲁·劳顿（Andrew Lawton）视为女子单板滑雪项目的其中一个看点，而《体育画报》也认为她和马丁娜·萨布利科娃（Martina Sáblíková）、加布里埃拉·绍卡洛娃（Gabriela Soukalová）以及埃娃·萨姆科娃（Eva Samková）这三位队友一样都具备为捷克队拿下奖牌的实力。
莱德茨卡在索契冬奥会期间参加平行曲道和平行大曲道两个项目，在率先进行的平行大曲道项目上，她被后来获得该项目金牌的瑞士选手帕特里齐娅·库默尔淘汰，止步八强，获得第七名。随后她又参加了平行曲道项目，最终在四分之一决赛中被德国选手安克·卡斯滕斯（Anke Karstens）淘汰，位居第六。

### 2018年平昌冬奥周期
2015年1月，莱德茨卡参加了奥地利克里斯赫伯格举行的世界自由式滑雪和单板滑雪锦标赛，在率先进行的单板滑雪平行曲道比赛上，她成功夺得个人生涯首个世锦赛冠军。而在一天后进行的平行大曲道比赛当中，她在四分之一决赛负于瑞士选手尤莉·佐格（Julie Zogg），获得第五。同年年底，她与自行车选手伊日·亚诺舍克（Jiří Janošek）共同获得年度最佳捷克青少年运动员奖，这是她第二次获得该奖项。
莱德茨卡于2016年2月完成了自己的高山滑雪世界杯首秀，她在自己参加的第一场比赛当中获得第24名。之后她又参加了四场比赛，并在其中的三场比赛中获得积分。2017年2月，她首次出战世界高山滑雪锦标赛，成为史上首位参加过单板滑雪和高山滑雪两个项目世锦赛的选手，比赛期间她在滑降、超大曲道和全能项目中均闯入前30名。而在之后进行的世界自由式滑雪和单板滑雪锦标赛上，她也有出色表现，获得了平行大曲道项目的冠军和平行曲道项目的亚军。
在2017–18赛季，莱德茨卡获得了2018年平昌冬奥会高山滑雪和单板滑雪两个大项的参赛资格，成为史上首位同时参加奥运会高山滑雪和单板滑雪项目的运动员。她在2月15日进行的高山滑雪女子大曲道项目上完成了自己的平昌冬奥会首秀，最终获得第23名。两天后，她出战高山滑雪女子超大曲道项目，结果她在比赛中以0.01秒的优势击败了赛前被认为最具夺冠希望的奥地利选手安娜·法伊特，夺得该项目金牌，在到达终点后，她不敢相信自己赢得比赛，以为对手的比赛成绩显示错误。莱德茨卡此前在超大曲道项目排名世界40名开外，从未获得过任何高山滑雪国际赛事的奖牌。数日后，她出战单板滑雪平行大曲道项目，在决赛中她击败德国选手泽利娜·约尔格，成为史上首位在同一届冬奥会上获得两个不同大项金牌的女运动员。由于她在平昌冬奥会期间表现出色，她获选为该届赛事捷克代表团闭幕式旗手。同年年底，她获得了年度最佳捷克运动员奖。

### 2019年－
2018–19赛季，莱德茨卡原本计划同时参加2019年世界高山滑雪锦标赛和2019年世界自由式滑雪和单板滑雪锦标赛，然而两项赛事举办时间重叠，其中前者在2月4日至17日举办，后者在2月1日至10日举办。她一度尝试和两项赛事的组织委员会及国际滑雪联合会协商，但未有结果，最终她选择只参加高山滑雪世锦赛，她称自己更喜欢高山滑雪以及瑞典的赛场，遂做出此决定。她在该届高山滑雪世锦赛参加滑降、超大曲道和全能三个项目的比赛，分别获得第17名、第27名和第15名。